# 鈴峰村
鈴峰村（れいほうむら）は三重県鈴鹿郡にかつて存在した村である。1967年4月1日に鈴鹿市に編入された。
伊船地区と原村地区には旧役場・郵便局・小学校がある。長沢地区には中学校がある。伊船地区には竜ヶ池がある。

## 歴史
- 1956年（昭和31年）9月30日 - 深伊沢村・庄内村が合併して発足。
- 1957年（昭和32年）4月1日 - 大字原の一部（字能褒野）を亀山市に編入。
- 1957年（昭和32年）6月15日 - 大字深溝・三畑町・追分を鈴鹿市に編入。鈴鹿市の一部（小社町・小岐須町）を編入。
- 1967年（昭和42年）4月1日 - 鈴鹿市に編入。同日鈴峰村廃止。

## 交通

### 鉄道路線
最寄駅は関西本線の加佐登駅。

## 地名
- 伊船（いふな）
- 小社（こやしろ）
- 長沢（ながさわ）
- 原村（はらむら）
- 深溝（ふかみぞ）
- 三畑（みはた）
- 小社町（こやしろちょう）
- 小岐須（おぎす）